# ربحية السهم
ربحية السهم أو عائد السهم (بالإنجليزية: Earnings per share)‏ هي القيمة النقدية للأرباح لكل سهم قائم من الأسهم العادية للشركة. ربحية السهم من الأدوات التي تستخدم لقياس أداء الشركات، بمقارنة ربحية السهم عبر السنوات أو بمقارنة ربحية السهم لشركة ما مع الشركات التي تعمل في نفس الصناعة.
في الولايات المتحدة، يطلب مجلس معايير المحاسبة المالية (FASB) معلومات عن ربحية السهم للفئات الرئيسية الأربع في قائمة الدخل وهي: الدخل من العمليات المستمرة، الدخل من العمليات المتوقفة، والبنود غير العادية، وصافي الدخل.

## حساب ربحية السهم
حقوق الأسهم الممتازة لها الأسبقية في توزيع الارباح على الأسهم العادية. لذلك، يتم طرح توزيعات الأرباح على الأسهم الممتازة قبل احتساب ربحية السهم. عندما تكون الأسهم الممتازة مُجمعة، يتم خصم الأرباح السنوية سواء تم الإعلان عنها أم لا. توزيعات الأرباح المتأخرة لا يتم اخذها بعين الاعتبار عند احتساب ربحية السهم.
الصيغة الأساسية
ربحية السهم =
(الارباح - توزيعات الاسهم الممتازة)/ المتوسط المرجح لعدد الاسهم العادية القائمة

## ربحية السهم المخفضة
ربحية السهم المخفضة (EPS المخفضة) هي ربحية السهم المحسوبة باستخدام الأسهم المخفضة القائمة (أي بما في ذلك تأثير منح خيار الأسهم والسندات القابلة للتحويل). يشير العائد على السهم المخفض إلى خيار «أسوأ حالة»، وهو الوضع الذي يعكس تحويل جميع السندات والاوراق المالية القابلة للتحويل إلى اسهم عادية والذي من شأنه تقليل ربحية السهم.

### احتساب ربحية السهم المخفضة
تختلف عملية احتساب ربحية السهم المخفضة عن ربحية السهم الأساسية. ذكرت Morningstar أن ربحية السهم المخفضة، وهو صافي الدخل مطروحًا منه توزيعات الأسهم الممتازة مقسومًا على المتوسط المرجح للأسهم العادية القائمة خلال العام الماضي؛ يتم تعديل هذا للأسهم المخفضة.

### مبادئ المحاسبة المقبولة عموما
تم ذكر طريقة احتساب ربحية السهم المُخفضة بموجب مبادئ المحاسبة المقبولة عموماً في الولايات المتحدة تحت البيان رقم 128 الصادر عن مجلس معايير المحاسبة المالية (FAS رقم 128). ان الهدف من احتساب ربحية السهم المخفضة هو قياس أداء الشركة خلال الفترة المشمولة بالتقرير مع الأخذ في الاعتبار تأثير الأسهم العادية المُحتملة التي يمكن أن تصدرها الشركة. لحساب ربحية السهم المخفضة، قد يلزم تعديل كل من المقام (الأسهم القائمة) والبسط (الأرباح).
الأسهم المخفضة: لحساب إجمالي عدد الأسهم المستخدمة في الحساب، فانه يجب مراعاة جميع الادوات القابلة للتحويل إلى اسهم عادية والتي تشمل:
- خيارات الأسهم
- الأسهم الممتازة القابلة للتحويل
- السندات القابلة للتحويل

قد يتم تعديل الارباح عند احتساب ربحية السهم المخفضة لمراعاة تأثير تحويل أي أوراق مالية على الأرباح. على سبيل المثال، ستتم إضافة الفائدة مرة أخرى  إلى الأرباح لتعكس تحويل أي سندات قابلة للتحويل قائمة، وستتم إضافة أرباح الأسهم المفضلة مرة أخرى لتعكس تحويل المخزون المفضل القابل للتحويل، وأي تأثير لهذه التغييرات على البنود المالية الأخرى، مثل التأثير على الضرائب.

### المعايير الدولية لإعداد التقارير المالية
يتم احتساب ربحية السهم المخفصة حسب المعايير الدولية لإعداد التقارير المالية عن طريق تعديل الأرباح وعدد الأسهم لتأثيرات الخيارات المخفضة والأسهم العادية المحتملة المخفضة الأخرى. تشمل الأسهم العادية المحتملة المخفضة ما يلي:
- الديون القابلة للتحويل
- الأسهم الممتازة القابلة للتحويل
- خطط شراء الأسهم للموظفين
- الحقوق التعاقدية لشراء الأسهم
- عقود أو اتفاقية إصدار طارئ